# جيمس ر. ويلان
جيمس ر. ويلان (بالإسبانية: James R. Whelan) هو صحفي تشيلي، ولد في 27 يوليو 1933، وتوفي في 1 ديسمبر 2012.